# Code Gillham
Le code Gillham est un code binaire informatique utilisé principalement en aéronautique afin d'encoder l'altitude pression de l'aéronef. 
L'utilisation d'un transpondeur Mode C à bord d'un aéronef nécessite en effet la présence d'un encodeur d'altitude, également appelé Alticodeur, afin d'informer les moyens du contrôle du trafic aérien de l'altitude non corrigée de l'aéronef. L'Alticodeur délivre l'altitude non corrigée de l'aéronef au transpondeur sous la forme d'une suite de 11 bits codé Gillham. C'est l'OACI qui définit l'utilisation de ce code (Annexe 10, volume IV) afin de standardiser la communication entre l'Alticodeur et le transpondeur. De par sa ressemblance ce code est parfois faussement appelé code de Gray. Il lui emprunte en effet la propriété de ne changer qu'un seul bit à la fois pour marquer un changement d'état, réduisant ainsi les risques d'erreurs.

## Résolution
La résolution du code Gillham est de 100 ft (30,48 m).

## Formation
Le code Gillham comporte 11 bits. Les 8 premiers bits sont codés Gray, les 3 derniers bits utilisent l'encodage O'Brien :
```
Altitude (ft)	D4	A1	A2	A4	B1	B2	B4	C1	C2	C4

-1000		0	0	0	0	0	0	0	0	1	0
-900		0	0	0	0	0	0	0	1	1	0
-800		0	0	0	0	0	0	0	1	0	0
-700		0	0	0	0	0	0	1	1	0	0
-600		0	0	0	0	0	0	1	1	1	0
-500		0	0	0	0	0	0	1	0	1	0
-400		0	0	0	0	0	0	1	0	1	1
-300		0	0	0	0	0	0	1	0	0	1
-200		0	0	0	0	0	1	1	0	0	1
-100		0	0	0	0	0	1	1	0	1	1

0		0	0	0	0	0	1	1	0	1	0

100		0	0	0	0	0	1	1	1	1	0
200		0	0	0	0	0	1	1	1	0	0
300		0	0	0	0	0	1	0	1	0	0
400		0	0	0	0	0	1	0	1	1	0
500		0	0	0	0	0	1	0	0	1	0
600		0	0	0	0	0	1	0	0	1	1
700		0	0	0	0	0	1	0	0	0	1
800		0	0	0	0	1	1	0	0	0	1
900		0	0	0	0	1	1	0	0	1	1
1000		0	0	0	0	1	1	0	0	1	0

24000 		0	1	0	1	0	1	1	0	1	0
24100		0	1	0	1	0	1	1	1	1	0
24200		0	1	0	1	0	1	1	1	0	0
24300		0	1	0	1	0	1	0	1	0	0
24400		0	1	0	1	0	1	0	1	1	0
24500		0	1	0	1	0	1	0	0	1	0
24600		0	1	0	1	0	1	0	0	1	1
24700		0	1	0	1	0	1	0	0	0	1
24800		0	1	0	1	1	1	0	0	0	1
24900		0	1	0	1	1	1	0	0	1	1
25000		0	1	0	1	1	1	0	0	1	0

32000		1	1	0	0	0	1	1	0	1	0
32100		1	1	0	0	0	1	1	1	1	0
32200		1	1	0	0	0	1	1	1	0	0
32300		1	1	0	0	0	1	0	1	0	0
32400		1	1	0	0	0	1	0	1	1	0
32500		1	1	0	0	0	1	0	0	1	0
32600		1	1	0	0	0	1	0	0	1	1
32700		1	1	0	0	0	1	0	0	0	1
32800		1	1	0	0	1	1	0	0	0	1
32900		1	1	0	0	1	1	0	0	1	1
33000		1	1	0	0	1	1	0	0	1	0

```